# Данкан Тауншип (округ Тайога, Пенсільванія)
Данкан Тауншип (англ. Duncan Township) — селище (англ. township) в США, в окрузі Тайога штату Пенсільванія. Населення — 189 осіб (2020).

## Демографія
Згідно з переписом 2010 року, у селищі мешкало 208 осіб у 97 домогосподарствах у складі 61 родини. Було 143 помешкання
Расовий склад населення:
| - 99,0 % — білих - 1,0 % — корінних американців |

До двох чи більше рас належало 0,0 %. Частка іспаномовних становила 1,0 % від усіх жителів.
За віковим діапазоном населення розподілялося таким чином: 18,3 % — особи молодші 18 років, 67,8 % — особи у віці 18—64 років, 13,9 % — особи у віці 65 років та старші. Медіана віку мешканця становила 47,4 року. На 100 осіб жіночої статі у селищі припадало 108,0 чоловіків;  на 100 жінок у віці від 18 років та старших — 107,3 чоловіків також старших 18 років.
Середній дохід на одне домашнє господарство  становив 46 939 доларів США (медіана — 42 500), а середній дохід на одну сім'ю — 54 461 долар (медіана — 50 417). Медіана доходів становила 47 500 доларів для чоловіків та 27 917 доларів для жінок. За межею бідності перебувало 12,3 % осіб, у тому числі 10,9 % дітей у віці до 18 років та 0,0 % осіб у віці 65 років та старших.
Цивільне працевлаштоване населення становило 112 осіб. Основні галузі зайнятості: виробництво — 17,9 %, транспорт — 13,4 %, роздрібна торгівля — 13,4 %.